# Antoaneta Stefanova
Antoaneta Stefanova (en búlgaro: Антоанета Стефанова) (Sofía, Bulgaria, 19 de abril de 1979) es una jugadora de ajedrez búlgara.
Antoaneta Stefanova posee el grado de Gran Maestro Femenino de ajedrez y ha sido campeona mundial femenina. Fue la duodécima mujer en conseguir la corona mundial, lográndola en 2004 en un torneo por eliminatorias disputado por 64 jugadoras en Elistá, Kalmukia y reconocido por la FIDE. 
En la lista de enero de 2008 tenía un ELO de 2.464 que la coloca en el puesto 24 de la clasificación femenina. En enero de 2003 logró una puntuación de 2.560, solo superada por cuatro mujeres en la historia (Judit Polgár, Zsuzsa Polgár, Xie Jun y Konery Humpy) e igualada por Maia Chiburdanidze y Alisa Galliamova.
Stefanova empezó a jugar al ajedrez con solo 4 años y recibió su primera lección de su propio padre, Andon Stefanov, un artista. Con su hermana mayor, Liana, Antoaneta comenzó a mejorar y a los siete años, Stefanova logró el título de campeona de Sofía. 
En 1992 participó en su primera olimpiada en Manila, Filipinas, en donde ganó dos partidas, perdió otras dos y en dos obtuvo tablas. En 1997 Stefanova se situó entre las 10 mejores mujeres del mundo por primera vez. Logró su título de Gran Maestro en junio de 2003, título que solo otras 10 mujeres tenían.
Ha jugado con el equipo de Bulgaria en cinco ocasiones, la primera en Manila en 1992, con solo 13 años. En 2000 participó en la olimpiada de Estambul, Turquía, con el equipo masculino de Bulgaria. En 2002 logró en Varna, Bulgaria, el Campeonato de Europa femenino. En la edición de 2007 disputada en Dresde, Alemania, finalizó en segundo lugar tras Tatiana Kosintseva.